# Maikainite
La maikainite è un minerale.